# Зуша
Зуша — река в Тульской и Орловской областях России, правый приток реки Оки.
Длина 234 километра, площадь водосборного бассейна — 6950 км².
На реке находится единственная действующая в Орловской области ГЭС — Лыковская, 1953 года постройки. В 1974 году она была остановлена, работа возобновлена лишь в 2018 году. Водопропуск — 23 м³/с, мощность — 1300 кВт/ч.

## Гидрография

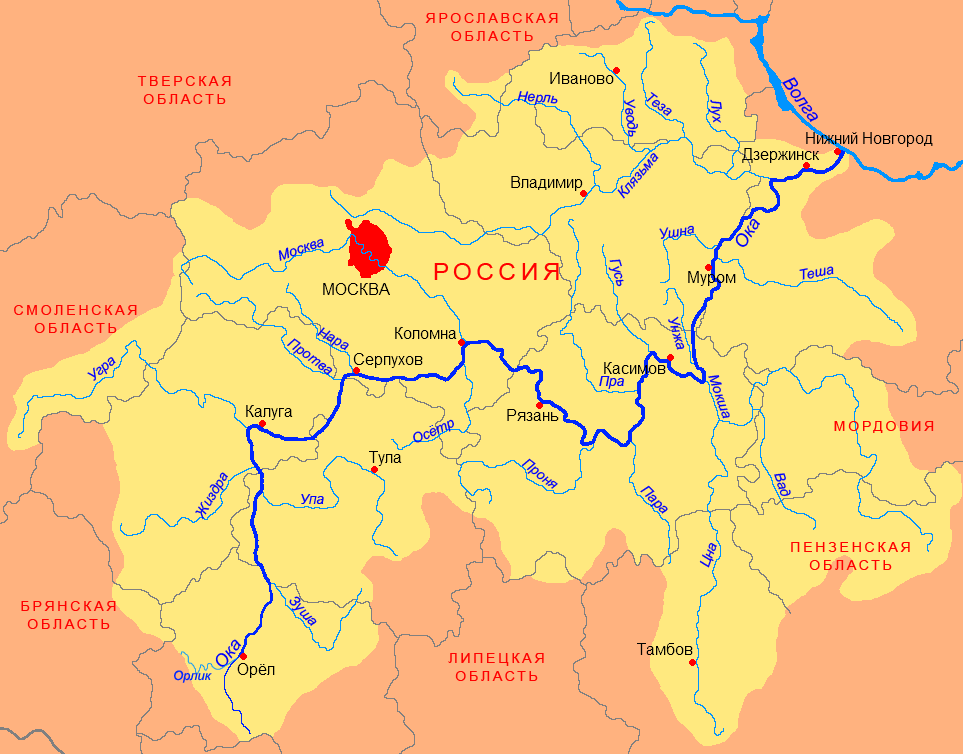
Бассейн Оки

Река берёт начало в Каменском районе Тульской области. Далее протекает В Орловской области через Корсаковский, и Новосильский районы, в юго-западном направлении, а потом, близ города Новосиля, довольно круто поворачивает к Северо-западу, проходит в Мценском районе и впадает в реку Оку у д. Городище, на границе с Болховским районом.

### Русло
Русло Зуши в верховье слабо извилистое, по берегам присутствует овражная эрозия. Ширина русла увеличивается вниз по течению от нескольких метров до 40 м, глубина на перекатах около полуметра, на плёсах — до 4,1 м, скорость течения 0,2 м/с; дно каменистое. Уклон 1,33 ‰. Ниже по течению русло сужается, становится адаптированным. В среднем течении русло относительно прямолинейно, его ширина здесь доходит до 60 м, глубина на перекатах 0,8 м, на плёсах — 2,0-2,5 м, скорость течения 0,2 м/с, уклон до 0,4 ‰. Дно каменистое. В низовье русло местами врезанное, встречаются одиночные разветвления. Его ширина русла здесь 35-100 м, глубина 1,8 м, (на плёсах увеличивается до 3,1 м, на перекатах уменьшается до 0,7 м), скорость течения 0,3 м/с, уклон 0,2 ‰. Дно песчаное.
Берега в общем обрывисты и скалисты, сложены из отложений девонской системы; заливных широких мест нет; местами, например у города Новосиля, порожистое.

### Водный режим
Питание реки преимущественно снеговое. Первый лёд появляется в середине ноября, ледостав с начала декабря по конец марта, в среднем 122 дня. Толщина льда 36-44 см. Весенний ледоход начинается в первых числах апреля, продолжается в среднем 11 дней. В летне-осенний период наблюдаются дождевые паводки продолжительностью до двух недель.
Средний диапазон сезонных колебаний уровня воды около 5 м, максимальный — 7,1 м.

### Сток
На весну приходится около 52 % годового водного стока, на летне-осеннюю межень — 31 %, на зимнюю — 17 %. Среднемноголетний расход воды в 37 км от устья 29,1 м³/с, объём стока 0,918 км³/год. Средний из максимальных расходов воды весеннего половодья 511 м³/с, наибольший — 1790 м³/с (1970 год).

## Притоки (км от устья)
- 8,4 км: река Сальница (пр)
- 9 км: река Снежедь (пр)
- 32 км: река Зароща (пр)
- 41 км: ручей Мецня (лв)
- 43 км: река Мцыня (лв)
- 48 км: река Ядрынка (лв)
- 53 км: река Чернь (пр)
- 61 км: река Алёшня (лв)

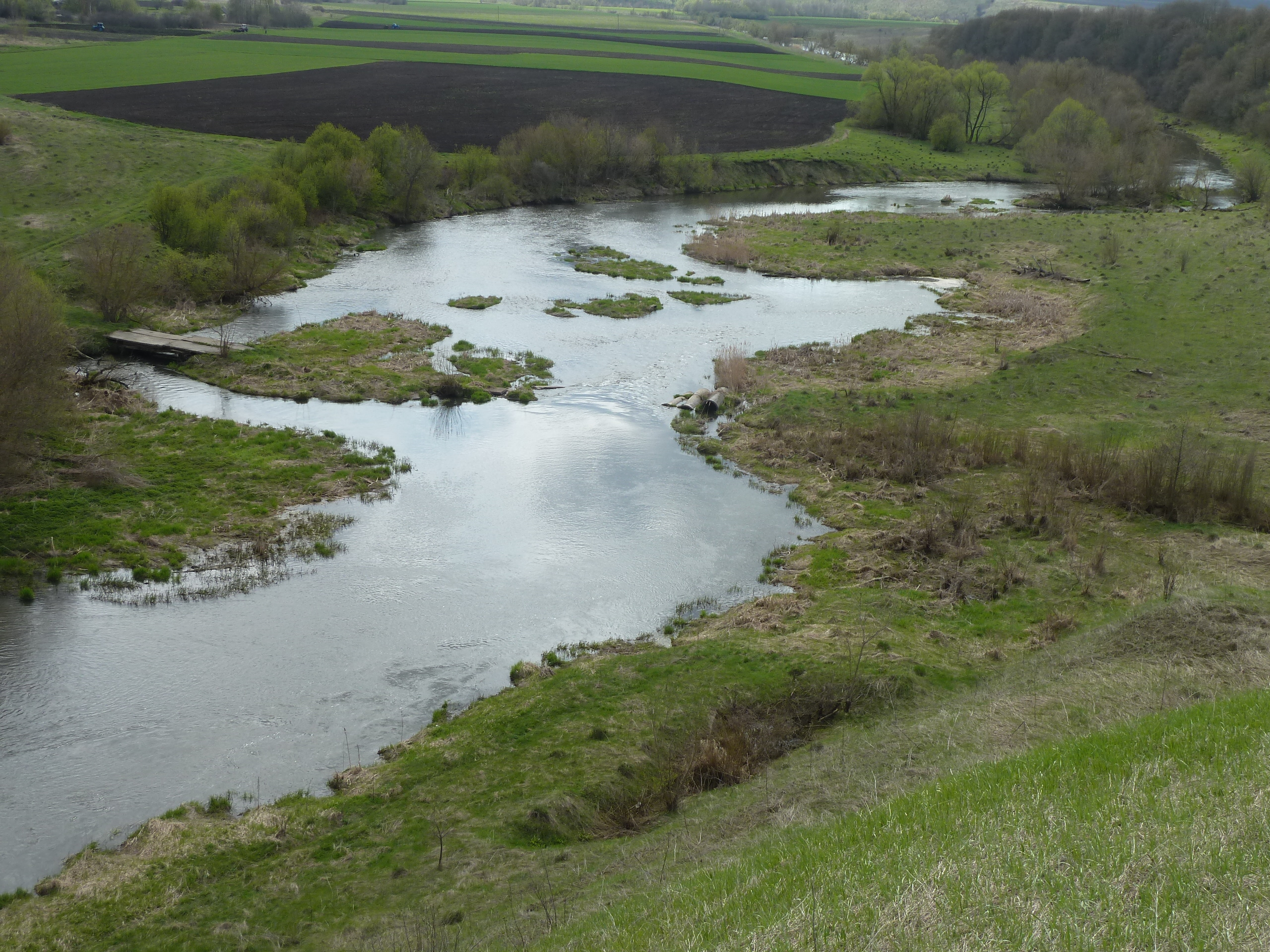
Вид на Зушу с Воротынцевского городища у села Воротынцево Новосильского района

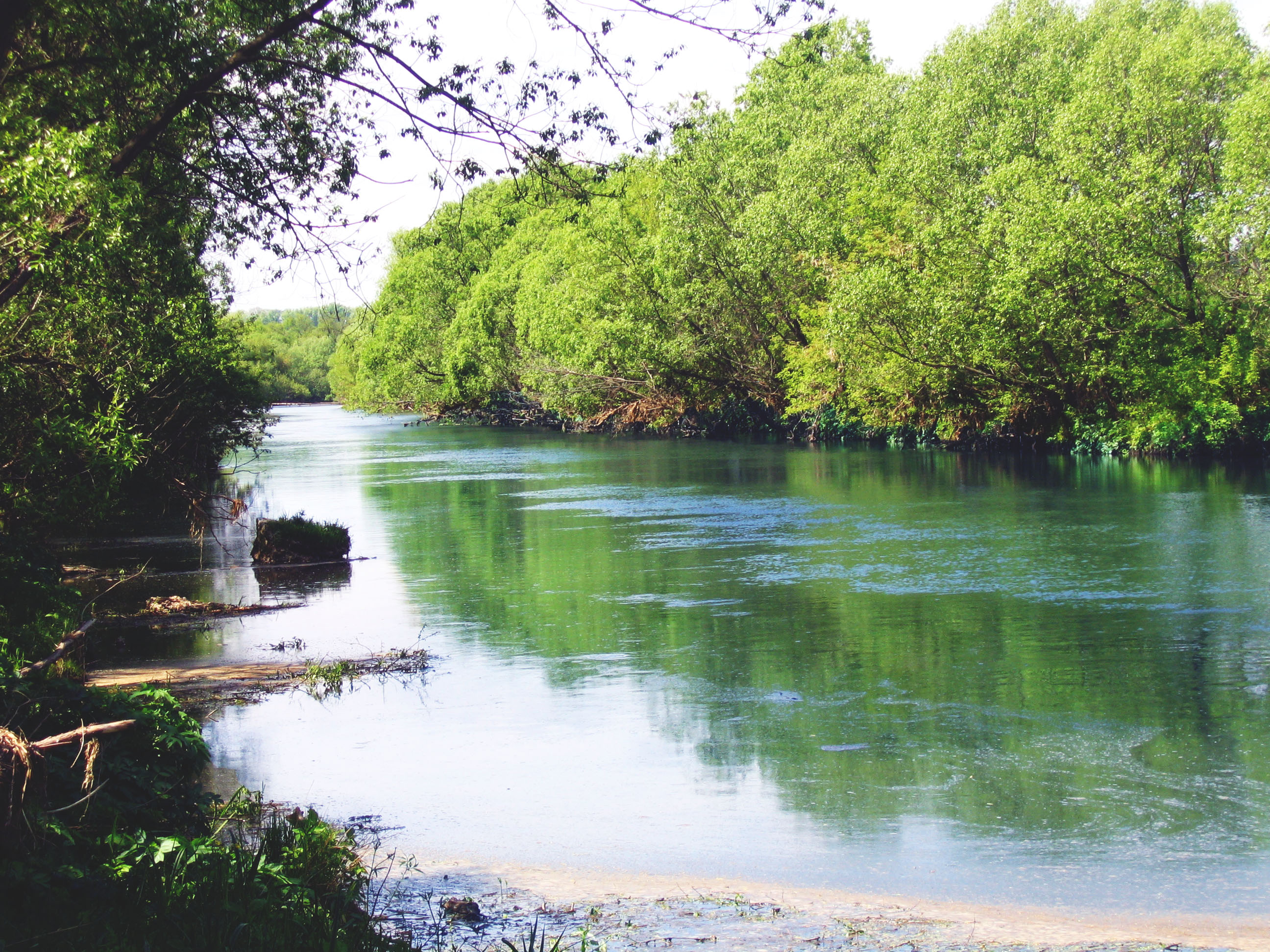
Близ деревни Тюково

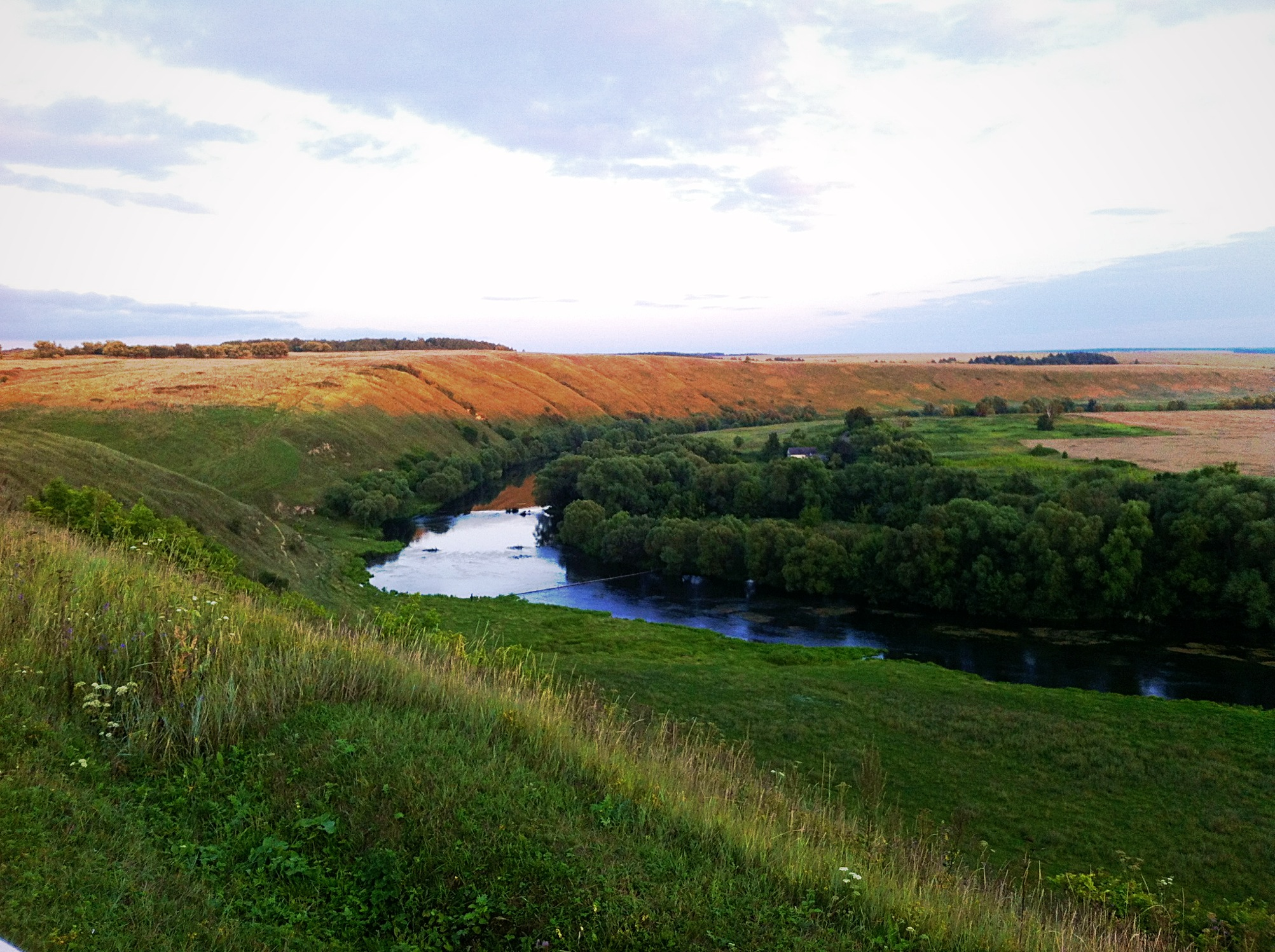
Новосильский район. Изгиб Зуши возле села Вяжи

- 65 км: река без названия, у с. Петровское (пр)
- 83 км: река Колпна (Колпенка) (пр)
- 86 км: река Велья (лв)
- 102 км: река Паниковец (лв)
- 116 км: река Неручь (лв)
- 134 км: река Пшевка (лв)
- 155 км: река Верещага (пр)
- 160 км: река Раковка (лв)
- 174 км: река Грунец (лв)
- 184 км: река Филинка (пр)
- 215 км: река Грязная (лв)

## Исторические сведения
Ранее Зуша использовалась для судоходства от города Мценска до слияния с Окой на протяжении 35 км; вследствие сильной излучинности и каменистости дна судоходство по Зуше затруднительно. В 1900 году в город Мценск прибыло 2 судна с 3 тысячами пудов (49 тонн) груза и отправлено вниз 1 судно с 15 тысячью пудов (246 тонн).
В конце 50-х — начале 60-х годов XX века на реке были построены плотины ГЭС: Воротынцевская, Новосильская (168 кВт) и Лыковская (760 кВт) и в конце 1970-х годов заброшенные. Лыковская ГЭС восстановлена в 2015 году.
По берегам Зуши много старинных поселений (Воротинеск), а также города Мценск и Новосиль, оба на правом берегу. В месте слияния Зуши и Оки длина первой больше.

## Экология
По данным исследований 2019 года воды Зуши признаны сильно загрязнёнными. Химический анализ установил максимальные концентрации, превышающие предельно допустимые нормы по:
- азоту аммонийному в 5 раз;
- азоту нитритному в 3,3 раза;
- нефтепродуктам в 3,4 раза;
- фенолам в 4 раза;
- фосфатам в 2,4 раза.